# ローラ・インガルス (女性パイロット)

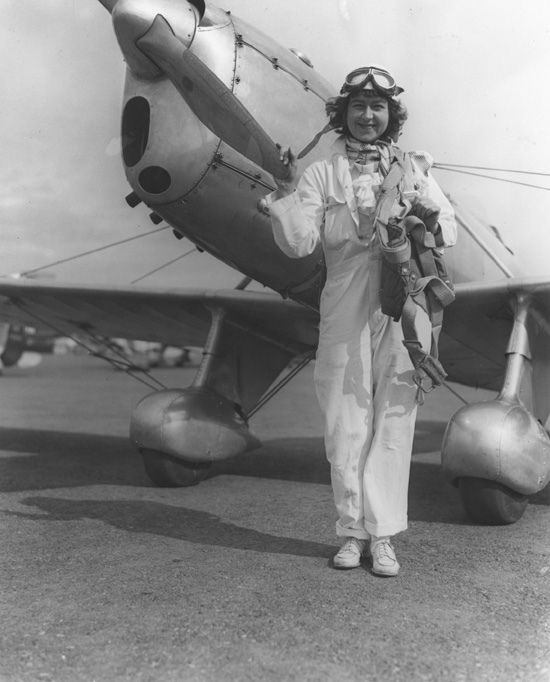
ローラ・インガルス

ローラ・インガルス（Laura Ingalls、1901年 - 1967年1月10日）は1930年代のアメリカの女性パイロットである。
1934年に、男女の最優秀パイロットに贈られるハーモン・トロフィーを獲得した。ロッキードオライオンを使ってメキシコからチリまでアンデス山脈を越え、その後リオデジャネイロ、キューバを経てニューヨークまで飛行した。女性飛行士としての初のアンデス越えであり、水上機でない飛行機で初の単独南アメリカ大陸一周飛行である。女性の長距離飛行記録17,000マイルを記録した。
第二次世界大戦中、ドイツのスパイであると疑われた話がある。